# Vasilij Vasiljevič Nikitin
Vasilij Vasiljevič Nikitin (rusko Василий Васильевич Никитин), ruski rudarski strokovnjak,  mineralog in geolog, * 18. marec 1867 Sankt Peterburg, † 8. februar 1942, Ljubljana.

## Življenje in delo
V rojstnem mestu je po maturi na humanistični gimnaziji (1886) študiral na rudarskem inštitutu. Diplomiral je 1895 ter prav tam 1901 tudi doktoriral ter postal izredni profesor. Leta 1910 je postal redni profesor in dekan, 1917-1918 pa rektor rudarskega inštituta v Sankt Peterburgu.  Na povabilo K. Hinterlechnerja rektorja ljubljanske univerze je bil od 1925 do smrti redni pogodbeni profesor za mineralogijo, petrografijo in nauk o slojiščih na Tehniški fakulteti v Ljubljani.